# 坡印廷向量

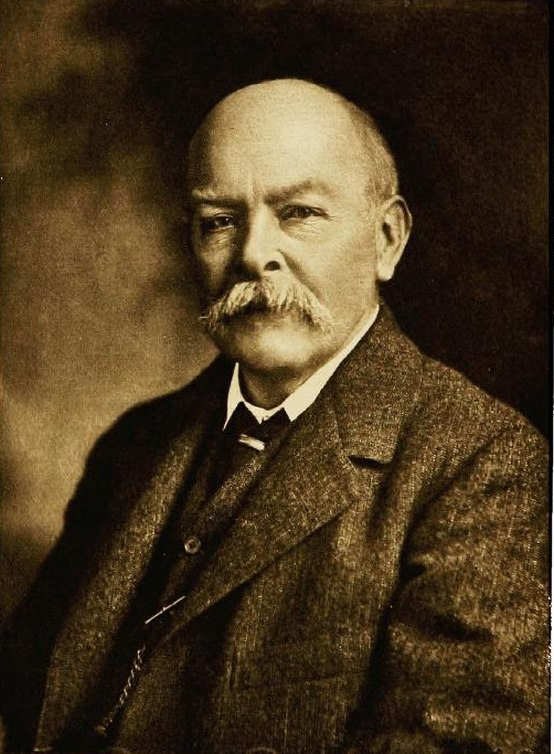
约翰·亨利·坡印廷

本条目中，向量與标量分別用粗體與斜體顯示。例如，位置向量通常用 {\displaystyle \mathbf {r} \,\!} 表示；而其大小則用 {\displaystyle r\,\!} 來表示。
坡印廷向量（英語：Poynting vector），亦称能流密度矢量，其方向為電磁能傳遞方向，大小為能流密度（单位面积的能量传输速率）。坡印廷矢量的SI单位是瓦特每平方米（W/m2）。它是以其发現者约翰·亨利·坡印廷來命名的。奧利弗·黑維塞和尼古拉·乌莫夫:147亦獨立發現所謂的坡印廷向量。

## 定义
在坡印廷的原始论文和许多教科书中，它通常记作 S 或 N，定义为
{\displaystyle \mathbf {S} =\mathbf {E} \times \mathbf {H} }
其中
- E 是电场强度；
- H 是磁场强度。

这种形式通常被称为亚伯拉罕形式。
偶尔也用电场强度 E 和磁感应强度 B 作为另一种定义。甚至可以把电位移矢量 D 和磁感应强度 B 结合起来得到的坡印廷矢量的闵可夫斯基形式，或使用 D 与 H 构成另一种形式。选用哪种形式一直是有争议的：羅伯特·費福（Robert Pfeifer）等人总结并一定程度上解决了亚伯拉罕与闵可夫斯基形式支持者之间长达一个世纪的争议。
坡印亭矢量表示的是电磁能量的能流矢量的特殊情况。然而，空间内任何形式的能量都有其移动方向，也有密度，所以其他形式的能量也可以定义能流矢量，例如机械能。1874年由尼古拉·乌莫夫发现的乌莫夫–坡印亭矢量以完全广义的观点描述了液体和弹性介质中的能流。

### 说明

一个由电池（V）和電阻（R）组成的直流电路，用（S, 蓝）表示在周围空间中的坡印廷向量的方向，产生其的電場为（E, 红），磁場为（H, 绿）。在电池周围区域坡印廷矢量方向向外，说明流出电池的电能进入了电磁场中；在电阻周围区域该矢量方向向内，说明场的能量流入电阻中。在电池与电阻之间的任何平面 P 上，能流密度朝向电阻的方向。

電流方向改變時，電場與磁場方向同時改變，能量場方向不變，因此交流電電流方向改變不會影響對負載作功。
根據能量守恒所得的坡印亭定理中出现了坡印廷向量（参见此条目中定理和向量的推导）：
{\displaystyle {\frac {\partial u}{\partial t}}=-\mathbf {\nabla } \cdot \mathbf {S} -\mathbf {J_{\mathrm {f} }} \cdot \mathbf {E} }
其中 Jf 为自由电荷的电流密度而 u 为线性、非色散材料的电磁场能量密度，即
{\displaystyle u={\frac {1}{2}}\!\left(\mathbf {E} \cdot \mathbf {D} +\mathbf {B} \cdot \mathbf {H} \right)}
其中
- E 是电场强度；
- D 是电位移矢量；
- B 是磁感应强度；
- H 是磁场强度。[9]:258-260

右面的第一项表示流入一个小体积的净电磁能流，而第二项表示自由电流所抵銷的功部分（這些功從电磁能转换成耗散能、热）。在此定义中，在此项中不包括束缚电流，但束缚电流会影响 S 和 u。
對於线性、非色散、各向同性（為了方便分析）材料，本构关系写作
{\displaystyle \mathbf {D} =\varepsilon \mathbf {E} }，{\displaystyle \mathbf {H} ={\frac {1}{\mu }}\mathbf {B} }
的时候。其中
- ε 为材料的电容率；
- μ 为材料的磁导率。[9]:258-260

原则上，这把此形式的坡印廷定理限制於描述場在真空中的行為，或在線性、非色散材料中的行為。坡印廷定理可以延伸到色散材料中，但必須在方程式裏添加更多項。:262-264
坡印廷矢量通常被解释为能流，但對於某些案例可能會導致悖論般的結果:180。上述坡印廷定理描述了更一般的情形，指出坡印廷矢量的散度與能量密度的改變有關，这就是说它只能描述空间中能量密度的改变，描述不了能流，換句話說，坡印廷矢量只精確地定義至任意場的旋度:258-260。在下一節會有更多相關說明。

### 增添場旋度的不變性
坡印廷定理中，坡印廷向量以散度∇ ⋅ S形式出現，因此可在坡印廷向量S中任意增添場F的旋度而不對其造成影響：:258-260
{\displaystyle \mathbf {S} '=\mathbf {S} +\nabla \times \mathbf {F} \Rightarrow \nabla \cdot \mathbf {S} '=\nabla \cdot \mathbf {S} }，
此處應用到向量關係式：任意場F之旋度項的散度為零，即∇ ⋅ (∇ × F) = 0（細節參見向量恆等式列表）。
此項性質用於類靜電學範疇，舉例來說，可以用來描述壓電材料中與波動相關的能量傳遞。在此情形，磁場可以忽略，局部的能量通量主要是由電場項來貢獻。以通則來說，我們可用下式來表示坡印廷向量的散度：:27-32
{\displaystyle \nabla \cdot \left(\mathbf {E} \times \mathbf {H} \right)=\mathbf {H} \cdot \nabla \times \mathbf {E} -\mathbf {E} \cdot \nabla \times \mathbf {H} }
而馬克士威方程組第四條方程式寫道：
{\displaystyle \nabla \times \mathbf {H} =\mathbf {J_{\mathrm {f} }} +{\frac {\partial \mathbf {D} }{\partial t}}}，
其中Jf是自由電荷所產生的電流密度。
在介電材料中，方程式變為
{\displaystyle \nabla \times \mathbf {H} ={\frac {\partial \mathbf {D} }{\partial t}}}。
將前述兩項結果結合可得如下類靜電學散度：
{\displaystyle \nabla \cdot \mathbf {S} =-\mathbf {E} \cdot {\frac {\partial \mathbf {D} }{\partial t}}}。
一個新的「無磁場貢獻」的坡印廷向量可得到相同的散度結果：
{\displaystyle \mathbf {S'} =-V{\frac {\partial \mathbf {D} }{\partial t}}}
其中V為靜電勢。
平行板電容器的案例中，相互垂直的S與S′兩者皆導致相同的整體能量平衡，此例子由Bondar與Bastien指出。
一般普遍認為：採用異於古典坡印廷向量的其他向量，會導致相對論中對電磁場描述的矛盾；因為相對論中，能量與動量是以應力-能量張量做局域定義的:258-260。然而上方的轉換卻與量子電動力學相符，其中光子沒有明確定義的軌跡，而只有放射與吸收的機率:139-141。

## 微观领域的形式
在某些情况下，可以更合适地定义坡印亭矢量为
{\displaystyle \mathbf {S} ={\frac {1}{\mu _{0}}}\mathbf {E} \times \mathbf {B} }
其中
- μ0 是真空磁导率；
- E 是电场强度；
- B 是磁感应强度。

可以直接从以总电荷和总电流为变量的麦克斯韦方程组和洛伦兹力定律导出这种形式。
对应的坡印亭定理的形式为
{\displaystyle {\frac {\partial u}{\partial t}}+\nabla \cdot \mathbf {S} =-\mathbf {J} \cdot \mathbf {E} }
其中 J 为全电流密度，而能量密度 u 为
{\displaystyle u={\frac {1}{2}}\!\left(\varepsilon _{0}\mathbf {E} ^{2}+{\frac {1}{\mu _{0}}}\mathbf {B} ^{2}\right)}
其中 ε0 是真空电容率。
坡印廷向量的两种定义在真空或非磁性材料中等价，其中B = μ0H。在其他的情形，兩者的差異在於S = 1/μ0 E × B，而對應的u是純輻射性的，因為耗散項−J ⋅ E包括了總電流，而以H場所做的定義涵蓋了約束電流的貢獻，因而缺乏耗散項。
推導S = 1/μ0 E × B的過程中只需要微觀場E和B，關於材料性質的假設則可迴避掉。是故以此方式定義的坡印廷向量與坡印廷定理是普遍成立的，不論是在真空中或各式各樣的材料中。

## 时间平均坡印廷矢量
对于时间周期正弦电磁场，单位时间内的平均潮流（功率流）往往更有用处，可以通过如下的电场和磁场的解析表示来求得（下标“a”指的是解析信号，带下划线的下标“m”指複振幅，而上标“*”指共轭复数）：
{\displaystyle {\begin{aligned}\mathbf {S} &=\mathbf {E} \times \mathbf {H} \\&=\operatorname {Re} \!\left(\mathbf {E_{\mathrm {a} }} \right)\times \operatorname {Re} \!\left(\mathbf {H_{\mathrm {a} }} \right)\\&=\operatorname {Re} \!\left({\underline {\mathbf {E_{m}} }}e^{j\omega t}\right)\times \operatorname {Re} \!\left({\underline {\mathbf {H_{m}} }}e^{j\omega t}\right)\\&={\frac {1}{2}}\!\left({\underline {\mathbf {E_{m}} }}e^{j\omega t}+{\underline {\mathbf {E_{m}^{*}} }}e^{-j\omega t}\right)\times {\frac {1}{2}}\!\left({\underline {\mathbf {H_{m}} }}e^{j\omega t}+{\underline {\mathbf {H_{m}^{*}} }}e^{-j\omega t}\right)\\&={\frac {1}{4}}\!\left({\underline {\mathbf {E_{m}} }}\times {\underline {\mathbf {H_{m}^{*}} }}+{\underline {\mathbf {E_{m}^{*}} }}\times {\underline {\mathbf {H_{m}} }}+{\underline {\mathbf {E_{m}} }}\times {\underline {\mathbf {H_{m}} }}e^{2j\omega t}+{\underline {\mathbf {E_{m}^{*}} }}\times {\underline {\mathbf {H_{m}^{*}} }}e^{-2j\omega t}\right)\\&={\frac {1}{4}}\!\left[{\underline {\mathbf {E_{m}} }}\times {\underline {\mathbf {H_{m}^{*}} }}+\left({\underline {\mathbf {E_{m}} }}\times {\underline {\mathbf {H_{m}^{*}} }}\right)^{*}+{\underline {\mathbf {E_{m}} }}\times {\underline {\mathbf {H_{m}} }}e^{2j\omega t}+\left({\underline {\mathbf {E_{m}} }}\times {\underline {\mathbf {H_{m}} }}e^{2j\omega t}\right)^{*}\right]\\&={\frac {1}{2}}\operatorname {Re} \!\left({\underline {\mathbf {E_{m}} }}\times {\underline {\mathbf {H_{m}^{*}} }}\right)+{\frac {1}{2}}\operatorname {Re} \!\left({\underline {\mathbf {E_{m}} }}\times \mathbf {H_{m}} e^{2j\omega t}\right)\end{aligned}}}
关于时间的平均为
{\displaystyle \langle \mathbf {S} \rangle ={\frac {1}{T}}\int _{0}^{T}\mathbf {S} (t)\mathrm {d} t={\frac {1}{T}}\int _{0}^{T}\!\left[{\frac {1}{2}}\operatorname {Re} \!\left({\underline {\mathbf {E_{m}} }}\times {\underline {\mathbf {H_{m}^{*}} }}\right)+{\frac {1}{2}}\operatorname {Re} \!\left({\underline {\mathbf {E_{m}} }}\times {\underline {\mathbf {H_{m}} }}e^{2j\omega t}\right)\right]\mathrm {d} t}
第二项为正弦曲线
{\displaystyle \operatorname {Re} \!\left(e^{2j\omega t}\right)=\cos(2\omega t)}
其平均为零，于是得到
{\displaystyle \langle \mathbf {S} \rangle ={\frac {1}{2}}\operatorname {Re} \!\left({\underline {\mathbf {E_{m}} }}\times {\underline {\mathbf {H_{m}^{*}} }}\right)={\frac {1}{2}}\operatorname {Re} \!\left({\underline {\mathbf {E_{m}} }}e^{j\omega t}\times {\underline {\mathbf {H_{m}^{*}} }}e^{-j\omega t}\right)={\frac {1}{2}}\operatorname {Re} \!\left(\mathbf {E_{\mathrm {a} }} \times \mathbf {H_{\mathrm {a} }^{*}} \right)}

## 例子與應用

### 同軸電纜

同軸電纜中的坡印廷向量，以紅色表示。

舉例而言，一條同轴电缆的介電絕緣體之中的坡印廷向量與電纜的軸線幾乎平行（假設電纜外無場，且包含直流電在內的波長遠長於電纜直徑）。輸送到負載的電能完全是流經導體之間的介電質。極少量的能量是經導體流動，因為此處的電場強度接近於零。在導體內的能量流是徑向的，成為導體電阻發熱的能量散失。無能量流至電纜外，因為內層導體與外層導體所產生的磁場彼此相抵消。

### 電阻耗散
若導體有不小的電阻，則在導體表面附近，坡印廷向量則會出現歪斜而接觸到導體。當坡印廷向量伸入導體時，其被彎折到幾乎與表面垂直的方向。此為斯涅尔定律以及導體內部甚慢的光速所造成的結果。關於導體內部光速的定義與計算，參見文獻Hayt第402頁。
在導體內部，坡印廷向量代表了能量從電磁場流入電纜，產生了電阻的焦耳發熱。從斯涅尔定律起始的推導，參見文獻Reitz第454頁。

### 平面波
呈線偏振而以固定頻率傳播的電磁正弦平面波，其坡印廷向量永遠指向傳播方向，而坡印廷向量的大小會不停振盪。此大小的時間均值為：
{\displaystyle \langle S\rangle ={\frac {1}{2\mu _{0}\mathrm {c} }}E_{\mathrm {m} }^{2}={\frac {\varepsilon _{0}\mathrm {c} }{2}}E_{\mathrm {m} }^{2}}
其中Em是電場大小，c是自由空間中的光速。時間均值則稱為輻照度，在辐射度量学中標記為Ee；在其他領域又稱為強度，標記為 I。

#### 數學推導
平面電磁波中，E與B以及波傳遞方向總是互相垂直。此外E大小與B大小有如下關係式：
{\displaystyle B_{\mathrm {m} }={\frac {1}{\mathrm {c} }}E_{\mathrm {m} }}
與時間及空間的相依性為
{\displaystyle E(\mathbf {r} ,t)=E_{\mathrm {m} }\cos(\omega t-\mathbf {k} \cdot \mathbf {r} )}
{\displaystyle B(\mathbf {r} ,t)=B_{\mathrm {m} }\cos(\omega t-\mathbf {k} \cdot \mathbf {r} )}
其中ω為波的角频率，而k為波矢。
因此與時空變量相依的坡印廷向量為：
{\displaystyle S(\mathbf {r} ,t)={\frac {1}{\mu _{0}}}E_{\mathrm {m} }B_{\mathrm {m} }\cos ^{2}(\omega t-\mathbf {k} \cdot \mathbf {r} )={\frac {1}{\mu _{0}c}}E_{\mathrm {m} }^{2}\cos ^{2}(\omega t-\mathbf {k} \cdot \mathbf {r} )=\varepsilon _{0}\mathrm {c} E_{\mathrm {m} }^{2}\cos ^{2}(\omega t-\mathbf {k} \cdot \mathbf {r} )}。
在最後一步驟中，使用到等式ε0μ0 = 1/c2。既然cos2(ωt − k ⋅ r)的時間平均與空間平均是1/2，則
{\displaystyle \langle S\rangle ={\frac {1}{2\mu _{0}\mathrm {c} }}E_{\mathrm {m} }^{2}={\frac {\varepsilon _{0}\mathrm {c} }{2}}E_{\mathrm {m} }^{2}}。
只要運用電場與磁場分佈的資料，即可計算出坡印廷向量；這樣的資料包括了特殊物理情形的邊界條件，比如偶極天線的例子。也因此E場與H場的分佈構成電磁學分析上的主體，而坡印廷向量則成了有價值的副產物。

### 輻射壓
電磁場的線動量密度為S/c2，此處S為坡印廷向量的大小，而c是自由空間中的光速。電磁波對一目標物表面所產生的輻射壓則為：
{\displaystyle P_{\mathrm {rad} }={\frac {\langle S\rangle }{\mathrm {c} }}}。

### 靜場

靜場中的坡印廷向量，其中E為電場，H為磁場，而S為坡印廷向量。

在静态场考虑坡印亭矢量显示出了麦克斯韦方程组的相对论性，并让我们更加理解了洛伦兹力 q(v × B) 的磁分量。例如，考虑所附图片，它描述了在一个圆柱形电容器的坡印廷矢量，位于在由永磁体产生的一个磁场（指向纸内）。虽然只有静态电场和磁场，计算坡印廷矢量得出了顺时针方向循环流动的没有起始或结束的电磁能量。
虽然循环的能流看似是无意义或矛盾的，它却证明了保持动量守恒是绝对有必要的。动量密度与能流密度成正比，所以能量的循环流动包含着角动量。 这是因为洛伦兹力的磁分量存在时，电容器放电。在放电过程中，能流中包含的角动量随着转移到穿过磁场的放电电流的电荷上而耗尽。

### 書目
- Harrington, Roger F. . McGraw-Hill. 1961.
- Hayt, William.  4th. McGraw-Hill. 1981. ISBN 0-07-027395-2.
- Reitz, John R.; Milford, Frederick J.; Christy, Robert W.  4th. Addison-Wesley. 1993. ISBN 0-201-52624-7.

### 延伸閱讀
- "Poynting Vector" from ScienceWorld (A Wolfram Web Resource)（页面存档备份，存于） by Eric W. Weisstein
- Richard Becker & Sauter, F. . New York: Dover. 1964  [2015-05-21]. ISBN 0-486-64290-9. （原始内容存档于2009-03-06）.
- Joseph Edminister. . New York: McGraw-Hill Professional. 1995: 225. ISBN 0-07-021234-1.